# Galinki, Warmińsko-Mazurskie
Galinki [ɡaˈlʲiŋkʲi] (tiếng Đức: Klein Gallingen)  là một khu định cư ở quận hành chính của Gmina Bartoszyce, thuộc huyện Bartoszycki, Warmińsko-Mazurskie, ở miền bắc Ba Lan, gần biên giới với Kaliningrad của Nga. Nó nằm khoảng 12 kilômét (7 mi)   về phía đông nam của Bartoszyce và 49 km (30 mi)     về phía đông bắc của thủ đô khu vực Olsztyn.